# Olympische Sommerspiele 1948/Teilnehmer (Brasilien)
| Gelbes Symbol für Goldmedaillen mit stilisierten Olympischen Ringen | Graues Symbol für Silbermedaillen mit stilisierten Olympischen Ringen | Braundes Symbol für Bronzemedaillen mit stilisierten Olympischen Ringen |
| ------------------------------------------------------------------- | --------------------------------------------------------------------- | ----------------------------------------------------------------------- |
| —                                                                   | —                                                                     | 1                                                                       |

Brasilien nahm an den Olympischen Sommerspielen 1948 in London mit einer Delegation von 70 Athleten (59 Männer und 11 Frauen) an 41 Wettkämpfen in elf Sportarten teil. 
Die brasilianischen Sportler gewannen eine Bronzemedaille, womit Brasilien den 34. Platz im Medaillenspiegel belegte. Die Medaille gewann die Basketballmannschaft der Männer. Fahnenträger bei der Eröffnungsfeier war der Leichtathlet Sylvio Padilha.

## Teilnehmer nach Sportarten

### Basketball
- Bronze 
Zenny de Azevedo
João Francisco Bráz
Ruy de Freitas
Marcus Vinícius Dias
Affonso Évora
Alexandre Gemignani
Alfredo da Motta
Alberto Marson
Nilton Pacheco
Massinet Sorcinelli

### Boxen
- Manoel do Nascimento
Bantamgewicht: in der 1. Runde ausgeschieden

- Raúl Zumbano
Leichtgewicht: im Viertelfinale ausgeschieden

- Vicente dos Santos
Schwergewicht: in der 1. Runde ausgeschieden

### Fechten
- Lodovico Alessandri
Florett: im Viertelfinale ausgeschieden

- Salvatore Scianamea
Florett: in der 1. Runde ausgeschieden
Degen Mannschaft: in der 1. Runde ausgeschieden

- Mario Biancalana
Degen: im Halbfinale ausgeschieden
Degen Mannschaft: in der 1. Runde ausgeschieden

- Henrique de Aguilar
Degen: in der 1. Runde ausgeschieden
Degen Mannschaft: in der 1. Runde ausgeschieden

- Fortunato de Barros
Degen: in der 1. Runde ausgeschieden
Degen Mannschaft: in der 1. Runde ausgeschieden

- Walter de Paula
Degen Mannschaft: in der 1. Runde ausgeschieden

- Estevão Molnar
Säbel: im Viertelfinale ausgeschieden

### Leichtathletik
Männer
- Ivan Hausen
100 m: im Viertelfinale ausgeschieden
200 m: im Viertelfinale ausgeschieden
4-mal-100-Meter-Staffel: im Vorlauf ausgeschieden

- Aroldo da Silva
100 m: im Viertelfinale ausgeschieden
200 m: im Halbfinale ausgeschieden
4-mal-100-Meter-Staffel: im Vorlauf ausgeschieden

- Hélio da Silva
100 m: im Vorlauf ausgeschieden
4-mal-100-Meter-Staffel: im Vorlauf ausgeschieden
Dreisprung: 11. Platz

- Rosalvo Ramos
200 m: im Viertelfinale ausgeschieden
400 m: im Halbfinale ausgeschieden
4-mal-100-Meter-Staffel: im Vorlauf ausgeschieden

- Geraldo de Oliveira
Dreisprung: 5. Platz

- Adhemar da Silva
Dreisprung: 8. Platz

Frauen
- Helena de Menezes
100 m: im Vorlauf ausgeschieden
200 m: im Vorlauf ausgeschieden

- Benedicta de Oliveira
100 m: im Vorlauf ausgeschieden
4-mal-100-Meter-Staffel: im Vorlauf ausgeschieden

- Elizabeth Müller
100 m: im Vorlauf ausgeschieden
Hochsprung: 17. Platz
Kugelstoßen: ohne gültige Weite

- Lucila Pini
200 m: im Vorlauf ausgeschieden
4-mal-100-Meter-Staffel: im Vorlauf ausgeschieden

- Melânia Luz
200 m: im Vorlauf ausgeschieden
4-mal-100-Meter-Staffel: im Vorlauf ausgeschieden

- Gertrudes Morg
4-mal-100-Meter-Staffel: im Vorlauf ausgeschieden
Weitsprung: 20. Platz

### Moderner Fünfkampf
- Aëcio Coelho
Einzel: 30. Platz

- Aloysio Borges
Einzel: 38. Platz

- Humberto Bedford
Einzel: 43. Platz

### Reiten
- Francisco Pontes
Springreiten: 10. Platz
Springreiten Mannschaft: ausgeschieden

- Eloy de Menezes
Springreiten: ausgeschieden
Springreiten Mannschaft: ausgeschieden

- Ruben Ribeiro
Springreiten: ausgeschieden
Springreiten Mannschaft: ausgeschieden

- Aëcio Coelho
Vielseitigkeit: 7. Platz
Vielseitigkeit Mannschaft: ausgeschieden

- Renyldo Ferreira
Vielseitigkeit: 31. Platz
Vielseitigkeit Mannschaft: ausgeschieden

- Anísio da Rocha
Vielseitigkeit: ausgeschieden
Vielseitigkeit Mannschaft: ausgeschieden

### Rudern
- Pércio Zancani
Zweier ohne Steuermann: im Halbfinale ausgeschieden

- Paulo Diebold
Zweier ohne Steuermann: im Halbfinale ausgeschieden

### Schießen
- Pedro Simão
Schnellfeuerpistole 25 m: 30. Platz

- Álvaro dos Santos Filho
Schnellfeuerpistole 25 m: 34. Platz
Freie Pistole 50 m: 31. Platz

- Allan Sobocinski
Schnellfeuerpistole 25 m: 56. Platz

- Silvino Ferreira
Freie Pistole 50 m: 28. Platz

- Antônio Guimarães
Kleinkalibergewehr liegend 50 m: 13. Platz

- Manoel Braga
Kleinkalibergewehr liegend 50 m: 28. Platz

- João de Faria
Kleinkalibergewehr liegend 50 m: 45. Platz

### Schwimmen
Männer
- Aram Boghossian
100 m Freistil: im Halbfinale ausgeschieden
4-mal-200-Meter-Freistil-Staffel: 8. Platz

- Sérgio Rodrígues
100 m Freistil: im Vorlauf ausgeschieden
4-mal-200-Meter-Freistil-Staffel: 8. Platz

- Plauto Guimarães
100 m Freistil: im Vorlauf ausgeschieden

- Rolf Kestener
1500 m Freistil: im Halbfinale ausgeschieden
4-mal-200-Meter-Freistil-Staffel: 8. Platz

- Helio Silva
100 m Rücken: im Halbfinale ausgeschieden

- Paulo Silva
100 m Rücken: im Halbfinale ausgeschieden

- Ilo da Fonseca
100 m Rücken: im Halbfinale ausgeschieden

- Willy Otto Jordan
200 m Brust: 6. Platz
4-mal-200-Meter-Freistil-Staffel: 8. Platz

Frauen
- Piedade Coutinho-Tavares
100 m Freistil: im Halbfinale ausgeschieden
400 m Freistil: 6. Platz
4-mal-100-Meter-Freistil-Staffel: 6. Platz

- Eleonora Schmidt
100 m Freistil: im Vorlauf ausgeschieden
4-mal-100-Meter-Freistil-Staffel: 6. Platz

- Maria da Costa
100 m Freistil: im Vorlauf ausgeschieden
4-mal-100-Meter-Freistil-Staffel: 6. Platz

- Talita Rodrigues
4-mal-100-Meter-Freistil-Staffel: 6. Platz

- Edith de Oliveira
100 m Rücken: im Vorlauf ausgeschieden

### Segeln
Männer
- Wolfgang Richter
Finn-Dinghy: 11. Platz

- João José Bracony
Star: 14. Platz

- Carlos Bittencourt Filho
Star: 14. Platz

- Victório Ferraz
Swallow: 10. Platz

- Carlos Borchers
Swallow: 10. Platz

### Wasserspringen
Männer
- Milton Busin
3 m Kunstspringen: 11. Platz

- Gunnar Kemnitz
3 m Kunstspringen: 21. Platz

- Haroldo Mariano
10 m Turmspringen: 16. Platz